# Squadra turca di Coppa Davis
La squadra turca di Coppa Davis rappresenta la Turchia nella Coppa Davis, ed è posta sotto l'egida della Türkiye Tenis Federasyonu.
La squadra partecipa alla competizione dal 1948, ma non ha mai fatto parte del Gruppo Mondiale. Attualmente (2024) milita nel Gruppo Mondiale I.

## Organico 2024
Vengono di seguito illustrati i convocati per ogni singolo turno della Coppa Davis 2024. A sinistra dei nomi la nazione affrontata e il risultato finale. Fra parentesi accanto ai nomi, il ranking del giocatore nel momento della disputa degli incontri (la "d" indica che il ranking corrisponde alla specialità del doppio).
| Gruppo Mondiale I - Playoff | Gruppo Mondiale I - Playoff                                                                  |
| Nuova Zelanda (3-1)         | Cem İlkel (284) Yankı Erel (325) Altuğ Çelikbilek (371) Koray Kırcı (924) Cengiz Aksu (1041) |
| --------------------------- | -------------------------------------------------------------------------------------------- |

| Gruppo Mondiale I - Turno Principale | Gruppo Mondiale I - Turno Principale                                                           |
| Austria (0-3)                        | Ergi Kırkın (289) Cem İlkel (474) Yankı Erel (536) Altuğ Çelikbilek (600) Sarp Ağabigün (1707) |
| ------------------------------------ | ---------------------------------------------------------------------------------------------- |

## Risultati
= Incontro del Gruppo Mondiale

### 2010-2019
| Anno | Turno                           | Data            | Sede             | Avversario           | Punteggio | Esito     |
| ---- | ------------------------------- | --------------- | ---------------- | -------------------- | --------- | --------- |
| 2010 | Gruppo II, 1º Turno             | 5-7 marzo       | Dublino (IRL)    | Irlanda              | 1–4       | Sconfitta |
| 2010 | Gruppo II, Playoff 2º Turno     | 9-11 luglio     | Eastbourne (GBR) | Regno Unito          | 0–5       | Sconfitta |
| 2011 | Gruppo III, Round Robin         | 11 maggio       | Skopje (MKD)     | Albania              | 3–0       | Vittoria  |
| 2011 | Gruppo III, Round Robin         | 13 maggio       | Skopje (MKD)     | Norvegia             | 2–1       | Vittoria  |
| 2011 | Gruppo III, Playoff             | 14 maggio       | Skopje (MKD)     | Macedonia del Nord   | 2–0       | Vittoria  |
| 2012 | Gruppo II, 1º Turno             | 10-12 febbraio  | Ankara (TUR)     | Bosnia ed Erzegovina | 1–3       | Sconfitta |
| 2012 | Gruppo II, Playoff 2º Turno     | 6-8 aprile      | Istanbul (TUR)   | Moldavia             | 2–3       | Sconfitta |
| 2013 | Gruppo III, Round Robin         | 22 maggio       | San Marino (SMR) | Macedonia del Nord   | 0–3       | Sconfitta |
| 2013 | Gruppo III, Round Robin         | 23 maggio       | San Marino (SMR) | Azerbaigian          | 3–0       | Vittoria  |
| 2013 | Gruppo III, Round Robin         | 24 maggio       | San Marino (SMR) | Albania              | 3–0       | Vittoria  |
| 2013 | Gruppo III, Playoff 5º-8º posto | 23 maggio       | San Marino (SMR) | Malta                | 1–1       | Vittoria  |
| 2014 | Gruppo III, Round Robin         | 7 maggio        | Seghedino (HUN)  | Estonia              | 2–1       | Vittoria  |
| 2014 | Gruppo III, Round Robin         | 8 maggio        | Seghedino (HUN)  | San Marino           | 2–0       | Vittoria  |
| 2014 | Gruppo III, Playoff             | 10 maggio       | Seghedino (HUN)  | Macedonia del Nord   | 2–0       | Vittoria  |
| 2015 | Gruppo II, 1º Turno             | 6-8 marzo       | Mersin (TUR)     | Sudafrica            | 3–2       | Vittoria  |
| 2015 | Gruppo II, 2º Turno             | 17-19 luglio    | Istanbul (TUR)   | Bielorussia          | 2–3       | Sconfitta |
| 2016 | Gruppo II, 1º Turno             | 4-6 marzo       | Ankara (TUR)     | Bulgaria             | 3–2       | Vittoria  |
| 2016 | Gruppo II, 2º Turno             | 15-17 luglio    | Bihać (BIH)      | Bosnia ed Erzegovina | 1–3       | Sconfitta |
| 2017 | Gruppo II, 1º Turno             | 3-5 febbraio    | Nicosia (CYP)    | Cipro                | 4–1       | Vittoria  |
| 2017 | Gruppo II, 2º Turno             | 7-9 aprile      | Adalia (TUR)     | Svezia               | 1–4       | Sconfitta |
| 2018 | Gruppo II, 1º Turno             | 3-4 febbraio    | Harare (ZWE)     | Zimbabwe             | 1–3       | Sconfitta |
| 2018 | Gruppo II, Playoff              | 7-8 aprile      | Portorose (SVN)  | Slovenia             | 2–3       | Sconfitta |
| 2019 | Gruppo II, Playoff              | 14-15 settembre | Danimarca (DNK)  | Danimarca            | 3–2       | Vittoria  |

### 2020-2029
| Anno | Turno                                | Data            | Sede                  | Avversario    | Punteggio | Esito     |
| ---- | ------------------------------------ | --------------- | --------------------- | ------------- | --------- | --------- |
| 2021 | Gruppo Mondiale I, Playoff           | 4-5 marzo       | Adalia (TUR)          | Israele       | 1–3       | Sconfitta |
| 2021 | Gruppo Mondiale II, Turno Principale | 18-19 settembre | Istanbul (TUR)        | Lettonia      | 4–0       | Vittoria  |
| 2022 | Gruppo Mondiale I, Playoff           | 4-5 marzo       | Tashkent (UZB)        | Uzbekistan    | 3–2       | Vittoria  |
| 2022 | Gruppo Mondiale I, Turno Principale  | 17-18 settembre | Bogotà (COL)          | Colombia      | 0–4       | Sconfitta |
| 2023 | Gruppo Mondiale I, Playoff           | 3-4 febbraio    | Istanbul (TUR)        | Slovenia      | 4–0       | Vittoria  |
| 2023 | Gruppo Mondiale I, Turno Principale  | 15-16 settembre | Keszthely (HUN)       | Ungheria      | 0–4       | Sconfitta |
| 2024 | Gruppo Mondiale I, Playoff           | 2-3 febbraio    | Auckland (NZL)        | Nuova Zelanda | 3–1       | Vittoria  |
| 2024 | Gruppo Mondiale I, Turno Principale  | 13-14 settembre | Bad Waltersdorf (AUT) | Austria       | 0–3       | Sconfitta |

## Statistiche giocatori
Di seguito la classifica dei tennisti turchi con almeno una partecipazione in Coppa Davis, ordinati in base al numero di vittorie. In caso di parità si tiene conto del maggior numero di incontri disputati; in caso di ulteriore parità viene dato più valore agli incontri in singolare; come quarto e ultimo criterio viene considerata la data d'esordio. In grassetto quelli tuttora in attività.

Aggiornato alla Coppa Davis 2025 (Turchia-Messico 5–0).
| #  | Tennista         | Singolare | Doppio | Totale |
| -- | ---------------- | --------- | ------ | ------ |
| 1  | Haluk Akkoyun    | 19-18     | 18-9   | 37-27  |
| 2  | Marsel İlhan     | 31-7      | 4-7    | 35-14  |
| 3  | Erhan Oral       | 13-11     | 13-2   | 26-13  |
| 4  | Alaaddin Karagöz | 15-14     | 10-12  | 25-26  |
| 5  | Ergün Zorlu      | 7-13      | 14-12  | 21-25  |
| 6  | Mustafa Azkara   | 5-5       | 15-7   | 20-12  |
| 7  | Barış Ergün      | 12-9      | 7-8    | 19-17  |
| 8  | Cem İlkel        | 10-17     | 7-8    | 17-25  |
| 9  | Altuğ Çelikbilek | 9-7       | 4-5    | 13-12  |
| 10 | Esat Tanık       | 3-4       | 9-1    | 12-5   |
| 11 | Berk Albayrak    | 5-2       | 4-4    | 9-6    |
| 12 | Remzi Aydın      | 6-9       | 2-6    | 8-15   |
| 13 | Barış Ergüden    | 3-5       | 5-4    | 8-9    |
| 14 | Necvet Demir     | 4-9       | 2-3    | 6-12   |
| 15 | Nazmi Bari       | 4-12      | 1-7    | 5-19   |
| 16 | Ergi Kırkın      | 3-1       | 2-1    | 5-2    |
| 17 | Yavuz Erkangil   | 3-12      | 1-6    | 4-18   |
| 18 | Efe Üstündağ     | 4-8       | 0-2    | 4-10   |
| 19 | Bülent Altınkaya | 2-7       | 2-3    | 4-10   |
| 29 | Arif Koçak       | 3-4       | 1-1    | 4-5    |
| 21 | Anıl Yüksel      | 1-2       | 3-1    | 4-3    |

| #  | Tennista              | Singolare | Doppio | Totale |
| -- | --------------------- | --------- | ------ | ------ |
| 22 | Tahsin Gürsoy         | 1-9       | 2-6    | 3-15   |
| 23 | Engin Balaş           | 1-2       | 2-4    | 3-6    |
| 24 | Yankı Erel            | 2-2       | 1-3    | 3-5    |
| 25 | Durukan Durmuş        | 2-1       | 0-1    | 2-2    |
| 26 | Efe Yurtaçan          | 1-0       | 1-1    | 2-1    |
| 27 | Alaatin-Bora Gerceker | 0-0       | 2-1    | 2-1    |
| 28 | Hasan Özdemir         | 1-6       | 0-3    | 1-9    |
| 29 | Suzan Gürel           | 1-6       | 0-1    | 1-7    |
| 30 | Mert Ertunga          | 1-3       | 0-2    | 1-5    |
| 31 | Behbud Cevanşir       | 0-3       | 1-1    | 1-4    |
| 32 | Kemal Anbar           | 0-3       | 1-1    | 1-4    |
| 33 | Tuna Altuna           | 0-1       | 1-2    | 1-3    |
| 34 | Sarp Ağabigün         | 1-0       | 0-1    | 1-1    |
| 35 | Atakan Karahan        | 1-0       | 0-0    | 1-0    |
| 36 | Mert Naci Turker      | 1-0       | 0-0    | 1-0    |
| 37 | Serkan-Akın Dilek     | 0-0       | 1-0    | 1-0    |
| 38 | Ziya Kipkizilorenli   | 0-8       | 0-0    | 0-8    |
| 39 | Beyazıt Anbar         | 0-5       | 0-1    | 0-6    |
| 40 | Murat Gürler          | 0-4       | 0-2    | 0-6    |
| 41 | Ali Yenilmez          | 0-3       | 0-2    | 0-5    |
| 42 | Fehmi Kızıl           | 0-2       | 0-1    | 0-3    |

| #  | Tennista            | Singolare | Doppio | Totale |
| -- | ------------------- | --------- | ------ | ------ |
| 43 | Şefik Fenmen        | 0-2       | 0-1    | 0-3    |
| 44 | Hakkı Özgenel       | 0-2       | 0-0    | 0-2    |
| 45 | Kaya Saydas         | 0-2       | 0-0    | 0-2    |
| 46 | Demir Ataş          | 0-1       | 0-1    | 0-2    |
| 47 | Nur Gurak           | 0-1       | 0-1    | 0-2    |
| 48 | Atlıhan Binöz       | 0-1       | 0-1    | 0-2    |
| 49 | Beliğ Beler         | 0-1       | 0-0    | 0-1    |
| 50 | Enis Berki          | 0-1       | 0-0    | 0-1    |
| 51 | Cahit Ataş          | 0-1       | 0-0    | 0-1    |
| 52 | Cevdet Cika         | 0-1       | 0-0    | 0-1    |
| 53 | Yaman Esin          | 0-1       | 0-0    | 0-1    |
| 54 | Cihat Özgenel       | 0-0       | 0-1    | 0-1    |
| 55 | Muzaffer Arpacıoğlu | 0-0       | 0-1    | 0-1    |
| 56 | Ramazan Oğuz Azkara | 0-0       | 0-1    | 0-1    |
| 57 | Doruk Baglan        | 0-0       | 0-1    | 0-1    |

## Andamento
La seguente tabella riflette l'andamento della squadra dal 1990 ad oggi.
| Pos.           | 90 | 91 | 92 | 93 | 94 | 95 | 96 | 97 | 98 | 99 | 00 | 01 | 02 | 03 | 04 | 05 | 06 | 07 | 08 | 09 | 10 | 11 | 12 | 13 | 14 | 15 | 16 | 17 | 18 | 19 | 21 | 22 | 23 | 24 |
| -------------- | -- | -- | -- | -- | -- | -- | -- | -- | -- | -- | -- | -- | -- | -- | -- | -- | -- | -- | -- | -- | -- | -- | -- | -- | -- | -- | -- | -- | -- | -- | -- | -- | -- | -- |
| Campione       |    |    |    |    |    |    |    |    |    |    |    |    |    |    |    |    |    |    |    |    |    |    |    |    |    |    |    |    |    |    |    |    |    |    |
| Finalista      |    |    |    |    |    |    |    |    |    |    |    |    |    |    |    |    |    |    |    |    |    |    |    |    |    |    |    |    |    |    |    |    |    |    |
| SF             |    |    |    |    |    |    |    |    |    |    |    |    |    |    |    |    |    |    |    |    |    |    |    |    |    |    |    |    |    |    |    |    |    |    |
| QF             |    |    |    |    |    |    |    |    |    |    |    |    |    |    |    |    |    |    |    |    |    |    |    |    |    |    |    |    |    |    |    |    |    |    |
| OF             |    |    |    |    |    |    |    |    |    |    |    |    |    |    |    |    |    |    |    |    |    |    |    |    |    |    |    |    |    |    |    |    |    |    |
| Qualificazioni | x  | x  | x  | x  | x  | x  | x  | x  | x  | x  | x  | x  | x  | x  | x  | x  | x  | x  | x  | x  | x  | x  | x  | x  | x  | x  | x  | x  | x  |    |    |    |    |    |
| Gruppo I       |    |    |    |    |    |    |    |    |    |    |    |    |    |    |    |    |    |    |    |    |    |    |    |    |    |    |    |    |    |    |    |    |    |    |
| Gruppo II      |    |    |    |    |    |    |    |    |    |    |    |    |    |    |    |    |    |    |    |    |    |    |    |    |    |    |    |    |    |    |    |    |    |    |
| Gruppo III     | x  | x  |    |    |    |    |    |    |    |    |    |    |    |    |    |    |    |    |    |    |    |    |    |    |    |    |    |    |    |    |    |    |    |    |
| Gruppo IV      | x  | x  | x  | x  | x  | x  | x  |    |    |    |    |    |    | x  |    |    |    |    |    |    | x  | x  | x  | x  | x  | x  | x  | x  | x  |    |    |    |    |    |

Legenda
- Campione: La squadra ha conquistato la Coppa Davis.
- Finalista: La squadra ha disputato e perso la finale.
- SF: La squadra è stata sconfitta in semifinale.
- QF: La squadra è stata sconfitta nei quarti di finale.
- OF: La squadra è stata sconfitta negli ottavi di finale (1º turno). Dal 2019 sostituito dal Round Robin.
- Qualificazioni: La squadra è stata sconfitta al turno di qualificazione. Istituito nel 2019.
- Gruppo I: La squadra ha partecipato al Gruppo I della propria zona di appartenenza.
- Gruppo II: La squadra ha partecipato al Gruppo II della propria zona di appartenenza.
- Gruppo III: La squadra ha partecipato al Gruppo III della propria zona di appartenenza.
- Gruppo IV: La squadra ha partecipato al Gruppo IV della propria zona di appartenenza.
- x: Ove presente, la x indica che in quel determinato anno, il Gruppo in questione non è esistito nella zona geografica di appartenenza della squadra.